# 救国埼玉青年挺身隊事件
救国埼玉青年挺身隊事件（きゅうこくさいたませいねんていしんたいじけん）は、1933年（昭和8年）11月13日に発覚した、日本のクーデター未遂事件である。埼玉挺身隊事件、救国埼玉挺身隊事件と呼ばれることもある。

## 概要
2年3ヶ月後に二・二六事件を起こす青年将校と当時拓殖大学学生であった吉田豊隆が主宰する救国埼玉青年挺身隊隊員が協力してクーデターを起こす計画であったが、計画段階で斎藤実、牧野伸顕、西園寺公望ら重臣の暗殺計画は中止となり、裁判では挺身隊により11月14日川越で行われる予定の立憲政友会関東大会に来訪する鈴木喜三郎総裁の暗殺を計画していた部分だけが対象とされた。